# Chapelle Saint-Blaise de Jonzac
Pour les articles homonymes, voir Église ou chapelle Saint-Blaise.
La chapelle Saint-Blaise de Jonzac est un édifice situé à Cussac-sur-Loire, en France.

## Localisation
La chapelle est située sur le territoire de la commune de Cussac-sur-Loire, au  lieu-dit de Chacornac, dans le département  de la Haute-Loire, en région Auvergne-Rhône-Alpes.

## Description
La chapelle date la fin de l'époque romane, son histoire est liée à celle du prieuré clunisien attenant. L'existence de ce dernier est attestée dès le XIIe siècle. La chapelle servait encore de lieu de culte dans les premiers temps de la Révolution. Vendue alors comme bien national, elle sert depuis de grange et d'entrepôt. La chapelle est située sur la partie est dans anciens bâtiments conventuels disposés en U. Il s'agit d'un édifice composé d'une abside et d'une nef unique qui comportait à l'origine deux travées dont la première a été détruite. Le chevet à cinq pans est percé de trois baies à arc cintré. La façade occidentale, élevée après la destruction de la travée, est percée d'une petite baie rectangulaire et d'une porte à arc brisé. L'abside, voûtée en cul-de-four, est surélevée de deux marches par rapport à la nef.

## Historique
La chapelle est inscrite au titre des monuments historiques par arrêté du 9 juin 1992.